# 프리마 카테고리아 1912-13
프리마 카테고리아 1912-13는 16번째로 열리는 이탈리아 축구 리그의 최상위 대회이며, 본 시즌은 1912년 10월 20일에 시작하여 1913년 6월 1일에 종료했다. 우승구단은 프로 베르첼리이며, 다섯 번째 우승을 거두었다.

## 시즌

### 예선 재도입
1912년 8월 31일에 열린 협의회에서 발바소리-파로파 계획이 찬성 27표, 반대 21표로 승인되고, 리그의 외연을 확장하는 계획으로서 자세한 내용은 아래와 같다.
- 북부 이탈리아에 각각 여섯 구단으로 구성된 세 개의 지역 조(피에몬테, 롬바르디-리구리아, 베네토-에밀리아)를 구성하여, 각 조의 선두 구단이 북부 이탈리아 결선에 진출하고, 최하위 구단은 강등된다.
- 남부 이탈리아 대회를 만들고, 이 또한 지역 단위의 조로 구성되고, 각 지역 조간의 승부를 거처 중남부 이탈리아 우승 구단이 북부 우승 구단과 결승전을 가진다.

이러한 리그 개혁안은 단일 조 구성을 폐기하고 두 개로 나누는 안이었다. 비록 이 개혁안은 이 후 세 시즌 동안만 유지가 됐으나, 통과 당시 여러 주장을 통해 정당화된 선택 이었다. 첫째는 지난 두 시즌 동안 동부 대회가 있었고, 이는 이미 리그의 단일성을 훼손했다. 둘째로, 이동 거리로 인한 경제적 부담에 구단들이 경기 출장을 놓쳐 몰수 패를 받고, 리그 참가에 어려움을 겪게 되었다. 이런 상황은 구단들의 타이틀 경쟁에도 큰 차질을 주었고, 이로 인한 구단들의 의욕 상실에 대해 연맹 수뇌부에서는 불만을 제기했었다. 그러나 단일 리그 분할 시 소규모 구단이 여러 지역 대회에 더 많이 참가하게 될 것이라는 판단이 가장 중요하게 작용했다.
상기됐듯이 또 다른 변화는 토스카나, 라치오, 캄파니아에 위치한 구단들이 이탈리아반도 내 축구 리그 구성의 일원으로서 북부 챔피언과 국내 타이틀을 놓고 경쟁할 수 있는 자격을 가지게 됐으나, 그 동안 언론에서 북부 대형 구단에 위협을 주지 못한다고 비평받은 베네토-에밀리아 조 보다도 못한 대회가 돼버렸다. 이러한 이탈리아 산업 삼각지대에 집중돼 있던 이탈리아 축구 환경 속에서, 결승전은 거의 위선에 가까웠다. 심지어 연맹 조차도 남부 대회는 국내 타이틀의 명목을 세워주는 들러리 정도로 인식하고 있었다.

### 구성
북부 대회에는 세 개의 지역 조가 있으며, 각 조의 최하위 구단은 강등되고 상위 두 구단은 지역 간 대회로 진출한다. 지역 간 대회에서 최상위 구단은 결승전으로 진출한다.
남부 대회는 토스카나, 라치오 각 지역 조의 최상위 구단이 중부 이탈리아 승자를 정하는 경기를 치르고, 남부 이탈리아 대표와 맞붙어서 중남부 대회 승자를 정한다.
북부 대회 우승 구단과 중남부 대회 우승 구단이 국내 타이틀을 놓고 결승전에서 승부를 가진다.

### 대회
1913년 겨울부터 지방 별로 예선이 시작됐다. 전 시즌 챔피언인 프로 베르첼리의 이번 시즌 행적은 철벽 방어의 실력을 보이며 완벽에 가까웠다. 롬바르디아에서 밀란은 다섯 명의 공격수를 앞세워 실력을 뽐냈다. 당시 인테르와 토리노는 아직 중위권에 있었고, 유벤투스는 힘든 시즌을 겪었다. 유벤투스, 라싱 리베르타스, 모데나의 강등은 리그 개혁과 함께 무효화 됐다.

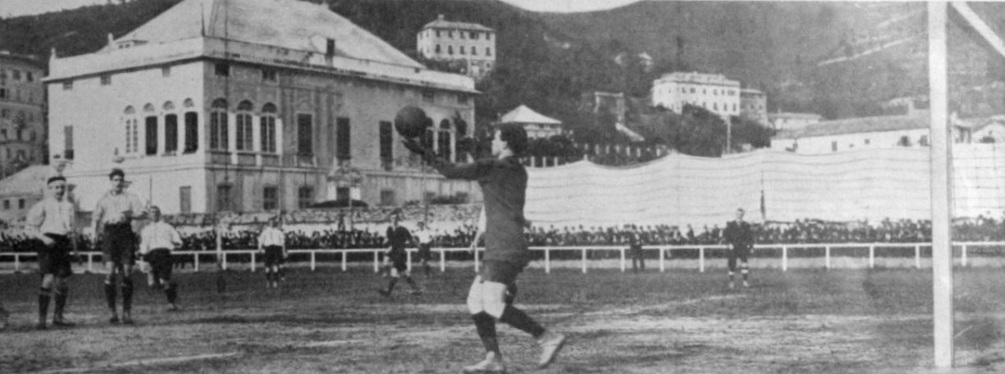
0-1로 끝난 제노아-프로 베르첼리 간의 경기.

결선은 3~4월 중에 열렸고, 프로 베르첼리가 손쉽게 승리를 거두며 중남부 챔피언과 격돌하게 되는 결승전 진출권을 얻어냈다. AC 밀란은 지난 여름에 구단과의 마찰로 체벤니니 형제가 인테르로 이적하며 전력에 누수가 생겼고, 이번 시즌에도 프로 베르첼리 라는 무적 군단 앞에 가로막혀 탈락의 쓴 고배를 마셨다.
결승전은 중립 지역인 제노바에서 열렸다. 하얀 사자 군단, 프로 베르첼리는 네이펄즈를 꺾고 중남부 대회 우승을 거둔 라치오라는 약체를 만났고, 손쉽게 승리를 거두었다. 나폴리는 밀라노에서 열린 인테르와의 친선 경기에서 지지 않는 모습을 보여줬지만 결승전에서는 그러지 못했다. 전반전을 2-0으로 마친 상황에서, 후반전 라치오는 상대 진영으로 끊임없는 공격을 퍼부으며 역전을 도모했으나, 경기 마지막 12분 동안에 4실점을 하며 무너지고 말았다. 결승전은 6-0으로 종료됐고, 프로 베르첼리가 다섯 번째 스쿠데토를 거뒀고, 리그 3연패였으며, 무패 우승의 기록을 세웠다.

## 시즌전 예선

### 피에몬테
| 비고르 | 0 – 4 | 노바라 |
| ------ | ----- | ------ |
|        |       |        |

### 롬바르디-리구리아

#### 1회전
| 사보나 | 3 – 1 | 코모 |
| ------ | ----- | ---- |
|        |       |      |

| 람브로 | 2 – 1 | 라싱 리베르타스 |
| ------ | ----- | --------------- |
|        |       |                 |

 재경기 
| 라싱 리베르타스 | 1 – 0 | 람브로 |
| --------------- | ----- | ------ |
|                 |       |        |

#### 2회전
| 라싱 리베르타스 | 1 – 0 | 사보나 |
| --------------- | ----- | ------ |
|                 |       |        |

### 라치오

#### 1회전
| 알바 로마 | 1 – 2 | 유벤투스 로마 |
| --------- | ----- | ------------- |
|           |       |               |

| 프로 로마 | 2 – 1 | 테브로 로마 |
| --------- | ----- | ----------- |
|           |       |             |

#### 2회전
| 알바 로마 | 2 – 0 | 테브로 로마 |
| --------- | ----- | ----------- |
|           |       |             |

### 결과
- 노바라, 라싱 리베르타스, 알바 로마, 유벤투스 로마 와 프로 로마가 프리마 카테고리아에 받아들여졌다.

## 북부 대회

### 피에몬테 조

#### 참가 구단
본 조는 토리노에 있는 연맹에서 직접 주관했으며, 당시에 떠오르던 두 구단 간의 예선을 통해 조가 완성됐다.
| 구단          | 도시           | 홈 경기장                             | 지난 시즌              |
| ------------- | -------------- | ------------------------------------- | ---------------------- |
| 카살레        | 카살레몬페라토 | -                                     | 프리마 카테고리아 6위  |
| 유벤투스      | 토리노         | 스타디오 디 코르소 세바스토폴리       | 프리마 카테고리아 8위  |
| 노바라        | 노바라         | -                                     | 지역 활동              |
| 피에몬테      | 토리노         | -                                     | 프리마 카테고리아 10위 |
| 프로 베르첼리 | 베르첼리       | 캄포 피아찰레 콘테 디 토리노          | 프리마 카테고리아 우승 |
| 토리노        | 토리노         | 캄포 디 피아차 다르미 "라코 크로세타" | 프리마 카테고리아 4위  |

#### 최종 순위
| 순위 | 팀                | 경기 | 승 | 무 | 패 | 득 | 실 | 차  | 승점 |
| ---- | ----------------- | ---- | -- | -- | -- | -- | -- | --- | ---- |
| 1    | 프로 베르첼리 (A) | 10   | 9  | 1  | 0  | 38 | 2  | +36 | 19   |
| 2    | 카살레 (A)        | 10   | 5  | 3  | 2  | 15 | 8  | +7  | 13   |
| 3    | 토리노            | 10   | 5  | 1  | 4  | 35 | 21 | +14 | 11   |
| 4    | 피에몬테          | 10   | 5  | 0  | 5  | 16 | 37 | -21 | 10   |
| 5    | 노바라            | 10   | 1  | 2  | 7  | 13 | 28 | -15 | 4    |
| 6    | 유벤투스          | 10   | 1  | 1  | 8  | 14 | 35 | -21 | 3    |

| 범례: 북부 대회 결선 진출. 프로모치오네 1913-14로 강등. | 규정: 승리 2점, 무승부 1점, 패배 0점.. 비고: 유벤투스는 롬바르디아 조로 강등 구제됐다. |

#### 결과

##### 구단 간 결과
| 원정홈        | NOV | JUV | CSL | TOR | PVE | PIE |
| 노바라        |     | 3–3 | 0–0 | 1–2 | 0–6 | 7–1 |
| 유벤투스      | 3–0 |     | 0–1 | 0–8 | 0–4 | 1–2 |
| 카살레        | 2–1 | 3–0 |     | 1–1 | 0–0 | 5–2 |
| 토리노        | 3–1 | 8–6 | 0–2 |     | 0–1 | 1–1 |
| 프로 베르첼리 | 7–0 | 3–0 | 1–0 | 6–1 |     | 3–0 |
| 피에몬테      | 1–0 | 3–1 | 3–1 | 2–1 | 1–7 |     |

출처: Lega Serie A
색상: 파랑 = 홈팀 승; 노랑 = 무승부; 빨강 = 원정 팀 승.
아직 치러지지 않은 경기 중 a표시는 그에 대한 문서가 있다는 것을 표시함.

##### 일정
| 홈 (1라운드) | 홈 (1라운드) | 대진 1               | 원정 (6라운드) | 원정 (6라운드) |
|              |              |                      |                |                |
| 11월 3일     | 1-0          | 프로 베르첼리-카살레 | 0-0            | 1월 26일       |
| 11월 3일     | 1-2          | 유벤투스-피에몬테    | 1-3            | 1월 26일       |
| 11월 3일     | 1-2          | 노바라-토리노        | 1-3            | 1월 26일       |

| 홈 (2라운드) | 홈 (2라운드) | 대진 2               | 원정 (7라운드) | 원정 (7라운드) |
|              |              |                      |                |                |
| 11월 10일    | 3-0          | 카살레-유벤투스      | 1-0            | 2월 2일        |
| 11월 10일    | 0-1          | 토리노-프로 베르첼리 | 1-6            | 2월 2일        |
| 11월 10일    | 1-0          | 피에몬테-노바라      | 1-7            | 2월 2일        |

| 홈 (3라운드) | 홈 (3라운드) | 대진 3               | 원정 (8라운드) | 원정 (8라운드) |
|              |              |                      |                |                |
| 11월 17일    | 0-8          | 유벤투스-토리노      | 6-8            | 2월 9일        |
| 11월 17일    | 7-0          | 프로 베르첼리-노바라 | 6-0            | 2월 9일        |
| 11월 17일    | 5-2          | 카살레-피에몬테      | 1-3            | 2월 9일        |

| 홈 (4라운드) | 홈 (4라운드) | 대진 4                 | 원정 (9라운드) | 원정 (9라운드) |
|              |              |                        |                |                |
| 11월 24일    | 3-3          | 노바라-유벤투스        | 0-3            | 2월 16일       |
| 11월 24일    | 3-0          | 프로 베르첼리-피에몬테 | 7-1            | 2월 16일       |
| 11월 24일    | 1-1          | 카살레-토리노          | 2-0            | 2월 16일       |

| \| 홈 (5라운드) \| 홈 (5라운드) \| 대진 5 \| 원정 (10라운드) \| 원정 (10라운드) \| \| \| \| \| \| \| \| 1월 19일 \| 0-4 \| 유벤투스-프로 베르첼리 \| 0-3 \| 2월 23일 \| \| 1월 19일 \| 2-1 \| 피에몬테-토리노 \| 1-11 \| 2월 23일 \| \| 1월 19일 \| 2-1 \| 카살레-노바라 \| 0-0 \| 2월 23일 \| |              |                        |                 |                 |
| 홈 (5라운드) | 홈 (5라운드) | 대진 5                 | 원정 (10라운드) | 원정 (10라운드) |
| |              |                        |                 |                 |
| 1월 19일 | 0-4          | 유벤투스-프로 베르첼리 | 0-3             | 2월 23일        |
| 1월 19일 | 2-1          | 피에몬테-토리노        | 1-11            | 2월 23일        |
| 1월 19일 | 2-1          | 카살레-노바라          | 0-0             | 2월 23일        |

#### 기록

##### 구단 기록

###### 시간 순 승점
|               | 1 | 2 | 3 | 4 | 5  | 6  | 7  | 8  | 9  | 10 |
| ------------- | - | - | - | - | -- | -- | -- | -- | -- | -- |
| 노바라        | 0 | 0 | 0 | 1 | 1  | 1  | 3  | 3  | 3  | 4  |
| 유벤투스      | 0 | 0 | 0 | 1 | 1  | 1  | 1  | 1  | 3  | 3  |
| 카살레        | 0 | 2 | 4 | 5 | 7  | 8  | 10 | 10 | 12 | 13 |
| 토리노        | 2 | 2 | 4 | 5 | 5  | 7  | 7  | 9  | 9  | 11 |
| 프로 베르첼리 | 2 | 4 | 6 | 8 | 10 | 11 | 13 | 15 | 17 | 19 |
| 피에몬테      | 2 | 4 | 4 | 4 | 6  | 8  | 8  | 10 | 10 | 10 |

| - 범례 : 승리 무승부 패배 |

### 롬바르디아-리구리아 조

#### 참가 구단
본 조는 비록 지리적 이유로 리구리아 구단이 참가했으나 롬바르디아 주 위원회가 주관했다.
| 구단             | 도시   | 홈 경기장                                  | 지난 시즌                       |
| ---------------- | ------ | ------------------------------------------ | ------------------------------- |
| 안드레아 도리아  | 제노바 | 캄포 스포르티보 델라 카옌나                | 프리마 카테고리아 6위           |
| 제노아           | 제노바 | 캄포 디 비아 델 피아노                     | 프리마 카테고리아 3위           |
| 인테르나치오날레 | 밀라노 | 캄포 디 리파 티치네세, 캄포 디 비아 골도니 | 프리마 카테고리아 4위           |
| 밀란             | 밀라노 | 캄포 밀란 디 포르타 몬포르테               | 프리마 카테고리아 4위           |
| 라싱 리베르타스  | 밀라노 | 캄포 디 비아 몬테 로사                     | 세콘다 카테고리아 밀라노 조 3위 |
| US 밀라네세      | 밀라노 | 캄포 디 비아 스텔비오                      | 프리마 카테고리아 9위           |

#### 최종 순위
| 순위 | 팀               | 경기 | 승 | 무 | 패 | 득 | 실 | 차  | 승점 |
| ---- | ---------------- | ---- | -- | -- | -- | -- | -- | --- | ---- |
| 1    | 밀란 (A)         | 10   | 9  | 0  | 1  | 30 | 8  | +22 | 18   |
| 2    | 제노아 (A)       | 10   | 8  | 0  | 2  | 33 | 12 | +21 | 16   |
| 3    | 인테르나치오날레 | 10   | 6  | 0  | 4  | 24 | 14 | +10 | 12   |
| 4    | 안드레아 도리아  | 10   | 4  | 1  | 5  | 20 | 30 | -10 | 9    |
| 5    | US 밀라네세      | 10   | 1  | 2  | 7  | 8  | 25 | -17 | 4    |
| 6    | 라싱 리베르타스  | 10   | 0  | 1  | 9  | 8  | 34 | -26 | 1    |

| 범례: 북부 대회 결선 진출. 프로모치오네 1913-14로 강등. | 규정: 승리 2점, 무승부 1점, 패배 0점.. 비고: 라싱 리베르타스는 이후 강등 무효됐다. |

#### 결과

##### 구단 간 결과
| 원정홈           | USM | RAC | MIL | ADO | INT | GEN |
| US 밀라네세      |     | 3–0 | 0–2 | 0–1 | 0–2 | 2–5 |
| 라싱 리베르타스  | 2–2 |     | 1–2 | 1–5 | 1–6 | 0–1 |
| 밀란             | 6–0 | 2–0 |     | 7–0 | 1–0 | 4–0 |
| 안드레아 도리아  | 1–1 | 3–2 | 2–3 |     | 6–0 | 1–5 |
| 인테르나치오날레 | 2–0 | 5–0 | 1–2 | 5–1 |     | 2–3 |
| 제노아           | 4–0 | 5–1 | 4–1 | 6–0 | 0–1 |     |

출처: Lega Serie A
색상: 파랑 = 홈팀 승; 노랑 = 무승부; 빨강 = 원정 팀 승.
아직 치러지지 않은 경기 중 a표시는 그에 대한 문서가 있다는 것을 표시함.

##### 일정
| 홈 (1라운드) | 홈 (1라운드) | 대진 1                | 원정 (6라운드) | 원정 (6라운드) |
|              |              |                       |                |                |
| 11월 3일     | 2-3          | 인테르-제노아         | 1-0            | 1월 26일       |
| 11월 3일     | 6-0          | 밀란-밀라네세         | 2-0            | 1월 26일       |
| 11월 3일     | 3-2          | A.도리아-R.리베르타스 | 5-1            | 1월 26일       |

| 홈 (2라운드) | 홈 (2라운드) | 대진 2            | 원정 (7라운드) | 원정 (7라운드) |
|              |              |                   |                |                |
| 11월 10일    | 6-0          | 제노아-A.도리아   | 5-1            | 2월 2일        |
| 11월 10일    | 0-2          | 밀라네세-인테르   | 0-2            | 2월 2일        |
| 11월 10일    | 1-2          | R.리베르타스-밀란 | 0-2            | 3월 2일        |

| 홈 (3라운드) | 홈 (3라운드) | 대진 3              | 원정 (8라운드) | 원정 (8라운드) |
|              |              |                     |                |                |
| 11월 17일    | 0-1          | R.리베르타스-제노아 | 1-5            | 2월 9일        |
| 11월 17일    | 1-2          | 인테르-밀란         | 0-1            | 2월 9일        |
| 11월 17일    | 1-1          | A.도리아-밀라네세   | 1-0            | 2월 9일        |

| 홈 (4라운드) | 홈 (4라운드) | 대진 4              | 원정 (9라운드) | 원정 (9라운드) |
|              |              |                     |                |                |
| 11월 24일    | 4-0          | 제노아-밀라네세     | 5-2            | 2월 16일       |
| 11월 24일    | 1-6          | R.리베르타스-인테르 | 0-5            | 2월 16일       |
| 11월 24일    | 7-0          | 밀란-A.도리아       | 3-2            | 2월 16일       |

| \| 홈 (5라운드) \| 홈 (5라운드) \| 대진 5 \| 원정 (10라운드) \| 원정 (10라운드) \| \| \| \| \| \| \| \| 1월 19일 \| 4-0 \| 밀란-제노아 \| 1-4 \| 2월 23일 \| \| 1월 19일 \| 6-0 \| A.도리아-인테르 \| 1-5 \| 2월 23일 \| \| 1월 19일 \| 2-2 \| R.리베르타스-밀라네세 \| 0-3 \| 2월 23일 \| |              |                       |                 |                 |
| 홈 (5라운드) | 홈 (5라운드) | 대진 5                | 원정 (10라운드) | 원정 (10라운드) |
| |              |                       |                 |                 |
| 1월 19일 | 4-0          | 밀란-제노아           | 1-4             | 2월 23일        |
| 1월 19일 | 6-0          | A.도리아-인테르       | 1-5             | 2월 23일        |
| 1월 19일 | 2-2          | R.리베르타스-밀라네세 | 0-3             | 2월 23일        |

#### 기록

##### 구단 기록

###### 시간 순 승점
|                 | 1 | 2 | 3 | 4 | 5  | 6  | 7  | 8  | 9  | 10 | 재 |
| --------------- | - | - | - | - | -- | -- | -- | -- | -- | -- | -- |
| US 밀라네세     | 0 | 0 | 1 | 1 | 2  | 2  | 2  | 2  | 2  | 4  | 4  |
| 라싱 리베르타스 | 0 | 0 | 0 | 1 | 2  | 2  | 2  | 2  | 2  | 2  | 2  |
| 밀란            | 2 | 4 | 6 | 8 | 10 | 12 | 12 | 14 | 16 | 16 | 18 |
| 안드레아 도리아 | 2 | 2 | 3 | 3 | 5  | 7  | 7  | 9  | 9  | 9  | 9  |
| 인테르          | 0 | 2 | 2 | 4 | 4  | 6  | 8  | 8  | 10 | 12 | 12 |
| 제노아          | 2 | 4 | 6 | 8 | 8  | 8  | 10 | 12 | 14 | 16 | 16 |

| - 범례 : 승리 무승부 패배 | - 비고 : 경기 연기로 인해, 위 순위가 구단의 실 성적을 충분히 반영하지 못할 수 있다. |

### 베네토-에밀리아 조

#### 참가 구단
본 조는 베네토 주 위원회가 주관했고, 당시에 에밀리아 주 위원회는 독자적으로 조직할 세 구단이 없었다.(테르차 카테고리아 만을 조직했다.) 그리하여 세콘다 카테고리아에서 가장 전도 유망한 베네토 구단과 전도 유망한 신생 구단을 추가했다.
| 구단        | 도시     | 홈 경기장                      | 지난 시즌                                  |
| ----------- | -------- | ------------------------------ | ------------------------------------------ |
| 볼로냐      | 볼로냐   | 캄포 스포르티보 체소이아       | 프리마 카테고리아 에밀리아-베네토 대회 4위 |
| 엘라스      | 베로나   | 스타디오 마르칸토니오 벤테고디 | 프리마 카테고리아 에밀리아-베네토 대회 2위 |
| 모데나      | 모데나   | 벨로드로모                     | FIGC가 신규 추가했다.                      |
| 베네치아    | 베네치아 | -                              | 프리마 카테고리아 에밀리아-베네토 대회 1위 |
| L.R. 비첸차 | 비첸차   | -                              | 프리마 카테고리아 에밀리아-베네토 대회 2위 |
| FC 볼론타리 | 베네치아 | -                              | 세콘다 카테고리아 베네토 대회 1위          |

#### 최종 순위
| 순위 | 팀              | 경기 | 승 | 무 | 패 | 득 | 실 | 차  | 승점 |
| ---- | --------------- | ---- | -- | -- | -- | -- | -- | --- | ---- |
| 1    | L.R. 비첸차 (A) | 10   | 7  | 2  | 1  | 32 | 10 | +22 | 16   |
| 2    | 엘라스 (A)      | 10   | 8  | 0  | 2  | 28 | 10 | +18 | 16   |
| 3    | 베네치아        | 10   | 6  | 2  | 2  | 28 | 6  | +22 | 14   |
| 4    | FC 볼론타리     | 10   | 3  | 2  | 5  | 19 | 29 | -10 | 8    |
| 5    | 볼로냐          | 10   | 2  | 0  | 8  | 14 | 30 | -16 | 4    |
| 6    | 모데나          | 10   | 1  | 0  | 9  | 6  | 42 | -36 | 2    |

| 범례: 북부 대회 결선 진출. 프로모치오네 1913-14로 강등. | 규정: 승리 2점, 무승부 1점, 패배 0점.. 비고: 모데나는 이후 강등 무효됐다. |

#### 결과

##### 구단 간 결과
| 원정홈      | MOD | VEN | BOL | VOL | VIC | HEL |
| 모데나      |     | 0–2 | 2–0 | 0–5 | 0–4 | 1–4 |
| 베네치아    | 8–2 |     | 8–0 | 5–0 | 0–1 | 3–0 |
| 볼로냐      | 3–0 | 0–1 |     | 9–0 | 2–4 | 1–2 |
| 볼론타리    | 3–1 | 1–1 | 4–1 |     | 1–1 | 1–2 |
| L.R. 비첸차 | 7–1 | 0–0 | 7–0 | 6–2 |     | 1–0 |
| 엘라스      | 8–0 | 2–0 | 3–0 | 3–2 | 4–1 |     |

출처: Lega Serie A
색상: 파랑 = 홈팀 승; 노랑 = 무승부; 빨강 = 원정 팀 승.
아직 치러지지 않은 경기 중 a표시는 그에 대한 문서가 있다는 것을 표시함.

##### 일정
| 홈 (1라운드) | 홈 (1라운드) | 대진 1          | 원정 (4라운드) | 원정 (4라운드) |
|              |              |                 |                |                |
| 11월 3일     | 4-1          | 엘라스-비첸차   | 0-1            | 1월 26일       |
| 11월 3일     | 0-2          | 모데나-베네치아 | 2-8            | 1월 26일       |
| 11월 3일     | 4-1          | 볼론타리-볼로냐 | 0-9            | 1월 26일       |

| 홈 (2라운드) | 홈 (2라운드) | 대진 2          | 원정 (5라운드) | 원정 (5라운드) |
|              |              |                 |                |                |
| 11월 10일    | 3-0          | 볼로냐-모데나   | 0-2            | 2월 2일        |
| 11월 10일    | 3-0          | 베네치아-엘라스 | 0-2            | 2월 2일        |
| 11월 10일    | 6-2          | 비첸차-볼론타리 | 1-1            | 2월 2일        |

| 홈 (3라운드) | 홈 (3라운드) | 대진 3            | 홈 (6라운드) | 홈 (6라운드) |
|              |              |                   |              |              |
| 11월 17일    | 8-0          | 엘라스-모데나     | 4-1          | 2월 9일      |
| 11월 17일    | 7-0          | 비첸차-볼로냐     | 4-2          | 2월 9일      |
| 11월 17일    | 1-1          | 볼론타리-베네치아 | 0-5          | 2월 9일      |

| 홈 (4라운드) | 홈 (4라운드) | 대진 4          | 원정 (9라운드) | 원정 (9라운드) |
|              |              |                 |                |                |
| 11월 24일    | 1-2          | 볼로냐-엘라스   | 0-3            | 2월 16일       |
| 11월 24일    | 0-5          | 모데나-볼론타리 | 1-3            | 2월 16일       |
| 11월 24일    | 0-1          | 베네치아-비첸차 | 0-0            | 2월 16일       |

| \| 홈 (5라운드) \| 홈 (5라운드) \| 대진 5 \| 원정 (10라운드) \| 원정 (10라운드) \| \| \| \| \| \| \| \| 1월 19일 \| 0-1 \| 볼로냐-베네치아 \| 0-8 \| 2월 23일 \| \| 1월 19일 \| 7-1 \| 비첸차-모데나 \| 4-0 \| 2월 23일 \| \| 1월 19일 \| 1-2 \| 볼론타리-엘라스 \| 2-3 \| 2월 23일 \| |              |                 |                 |                 |
| 홈 (5라운드) | 홈 (5라운드) | 대진 5          | 원정 (10라운드) | 원정 (10라운드) |
| |              |                 |                 |                 |
| 1월 19일 | 0-1          | 볼로냐-베네치아 | 0-8             | 2월 23일        |
| 1월 19일 | 7-1          | 비첸차-모데나   | 4-0             | 2월 23일        |
| 1월 19일 | 1-2          | 볼론타리-엘라스 | 2-3             | 2월 23일        |

#### 기록

##### 구단 기록

###### 시간 순 승점
|          | 1 | 2 | 3 | 4 | 5 | 6  | 7  | 8  | 9  | 10 |
| -------- | - | - | - | - | - | -- | -- | -- | -- | -- |
| 모데나   | 0 | 0 | 0 | 0 | 0 | 0  | 2  | 2  | 2  | 2  |
| 베네치아 | 2 | 4 | 5 | 5 | 7 | 9  | 9  | 11 | 12 | 14 |
| 볼로냐   | 0 | 2 | 2 | 2 | 2 | 4  | 4  | 4  | 4  | 4  |
| 볼론타리 | 2 | 2 | 3 | 5 | 5 | 5  | 6  | 6  | 8  | 8  |
| 비첸차   | 0 | 2 | 4 | 6 | 8 | 10 | 11 | 13 | 14 | 16 |
| 엘라스   | 2 | 2 | 4 | 6 | 8 | 8  | 10 | 12 | 14 | 16 |

| - 범례 : 승리 무승부 패배 |

### 결선
이전 규정에서 대회일은 총 18개로 한다는 규정에 맞추기 위해 조별 예선에서 이미 맞붙은 결과가 결선에 그대로 유지된다.

#### 최종 순위
| 순위 | 팀                    | 경기 | 승 | 무 | 패 | 득 | 실 | 차  | 승점 |
| ---- | --------------------- | ---- | -- | -- | -- | -- | -- | --- | ---- |
| 1    | 프로 베르첼리 (C) (A) | 10   | 8  | 2  | 0  | 22 | 1  | +21 | 18   |
| 2    | 제노아                | 10   | 6  | 1  | 3  | 21 | 13 | +8  | 13   |
| 3    | 밀란                  | 10   | 5  | 2  | 3  | 21 | 10 | +11 | 12   |
| 4    | 카살레                | 10   | 4  | 3  | 3  | 22 | 13 | +9  | 11   |
| 5    | L.R. 비첸차           | 10   | 1  | 2  | 7  | 8  | 25 | -17 | 4    |
| 6    | 엘라스                | 10   | 1  | 0  | 9  | 7  | 39 | -32 | 2    |

##### 결과
- 이탈리아 챔피언 프로 베르첼리 (결승전 승리 후)

#### 결과

##### 구단 간 결과
| 원정홈        | MIL | VIC | HEL | GEN | CSL | PVE |
| 밀란          |     | 1–1 | 5–1 | 4–0 | 4–0 | 0–0 |
| L.R. 비첸차   | 0–3 |     | 1–0 | 1–4 | 3–3 | 0–1 |
| 엘라스        | 0–3 | 4–1 |     | 0–4 | 2–5 | 0–5 |
| 제노아        | 4–1 | 1–0 | 5–0 |     | 1–0 | 0–1 |
| 카살레        | 2–0 | 5–1 | 6–0 | 1–1 |     | 0–0 |
| 프로 베르첼리 | 2–0 | 3–0 | 4–0 | 5–1 | 1–0 |     |

출처: Lega Serie A
색상: 파랑 = 홈팀 승; 노랑 = 무승부; 빨강 = 원정 팀 승.
아직 치러지지 않은 경기 중 a표시는 그에 대한 문서가 있다는 것을 표시함.

##### 일정
| 홈 (1라운드) | 홈 (1라운드) | 대진 1             | 원정 (5라운드) | 원정 (5라운드) |
|              |              |                    |                |                |
| 3월 9일      | 5-1          | 카살레-비첸차      | 3-3            | 4월 13일       |
| 5월 25일     | 5-0          | 제노아-엘라스      | 4-0            | 4월 13일       |
| 3월 9일      | 2-0          | 프로 베르첼리-밀란 | 0-0            | 4월 13일       |

| 홈 (2라운드) | 홈 (2라운드) | 대진 2               | 원정 (6라운드) | 원정 (6라운드) |
|              |              |                      |                |                |
| 3월 16일     | 0-5          | 엘라스-프로 베르첼리 | 0-4            | 4월 20일       |
| 3월 16일     | 4-0          | 밀란-카살레          | 0-2            | 4월 20일       |
| 3월 16일     | 1-4          | 비첸차-제노아        | 0-1            | 4월 20일       |

| 홈 (3라운드) | 홈 (3라운드) | 대진 3               | 원정 (7라운드) | 원정 (7라운드) |
|              |              |                      |                |                |
| 3월 30일     | 1-1          | 카살레-제노아        | 0-1            | 4월 27일       |
| 3월 30일     | 5-1          | 밀란-엘라스          | 3-0            | 4월 27일       |
| 3월 30일     | 3-0          | 프로 베르첼리-비첸차 | 1-0            | 4월 27일       |

| 홈 (4라운드) | 홈 (4라운드) | 대진 4               | 원정 (8라운드) | 원정 (8라운드) |
|              |              |                      |                |                |
| 4월 6일      | 0-1          | 제노아-프로 베르첼리 | 1-5            | 5월 4일        |
| 4월 6일      | 2-5          | 엘라스-카살레        | 0-6            | 5월 4일        |
| 4월 6일      | 0-3          | 비첸차-밀란          | 1-1            | 5월 4일        |

| \| 홈 \| 홈 \| 대진 0[7] \| 원정 \| 원정 \| \| \| \| \| \| \| \| 11월 3일 \| 4-1 \| 엘라스-비첸차 \| 0-1 \| 1월 26일 \| \| 1월 19일 \| 4-0 \| 밀란-제노아 \| 1-4 \| 2월 23일 \| \| 11월 3일 \| 1-0 \| 프로 베르첼리-카살레 \| 0-0 \| 1월 26일 \| |     |                      |      |          |
| 홈 | 홈  | 대진 0               | 원정 | 원정     |
| |     |                      |      |          |
| 11월 3일 | 4-1 | 엘라스-비첸차        | 0-1  | 1월 26일 |
| 1월 19일 | 4-0 | 밀란-제노아          | 1-4  | 2월 23일 |
| 11월 3일 | 1-0 | 프로 베르첼리-카살레 | 0-0  | 1월 26일 |

#### 기록

##### 구단 기록

###### 시간 순 승점
|               | 0 | 1 | 2 | 3 | 4  | 5  | 6  | 7  | 8  | 재 |
| ------------- | - | - | - | - | -- | -- | -- | -- | -- | -- |
| 밀란          | 2 | 2 | 4 | 6 | 8  | 9  | 9  | 11 | 12 | 12 |
| 비첸차        | 2 | 2 | 2 | 2 | 2  | 3  | 3  | 3  | 4  | 4  |
| 엘라스        | 2 | 2 | 2 | 2 | 2  | 2  | 2  | 2  | 2  | 2  |
| 제노아        | 2 | 2 | 4 | 5 | 5  | 7  | 9  | 11 | 11 | 13 |
| 카살레        | 1 | 3 | 3 | 4 | 6  | 7  | 9  | 9  | 11 | 11 |
| 프로 베르첼리 | 3 | 5 | 7 | 9 | 11 | 12 | 14 | 16 | 18 | 18 |

| - 범례 : 승리 무승부 패배 |

## 중남부 대회

### 토스카나 조

#### 참가 구단
참가 구단들은 토스카나 주 위원회에서 캄피오나토 토스카나 1911-1912 대회에 참가한 구단들로 조직했다.
| 구단                | 도시     | 홈 경기장                       | 지난 시즌 |
| ------------------- | -------- | ------------------------------- | --------- |
| 피렌체 FBC          | 피렌체   | 벨로드로모 알레 카시네          | -         |
| 피사                | 피사     | 벨로드로모 (50x95)              | -         |
| SPES 리보르노       | 리보르노 | 캄포 아크콰 델라 살루테 (50x95) | -         |
| 비르투스 유벤투스케 | 리보르노 | 폴리고노 디 티로 바스티아       | -         |

#### 최종 순위
| 순위 | 팀                      | 경기 | 승 | 무 | 패 | 득 | 실 | 차 | 승점 |
| ---- | ----------------------- | ---- | -- | -- | -- | -- | -- | -- | ---- |
| 1    | 비르투스 유벤투스케 (A) | 7    | 4  | 1  | 2  | 11 | 8  | +3 | 9    |
| 2    | SPES 리보르노           | 6    | 2  | 3  | 1  | 15 | 9  | +6 | 7    |
| 3    | 피사                    | 6    | 1  | 2  | 3  | 6  | 6  | 0  | 4    |
| 4    | 피렌체 FBC              | 6    | 2  | 0  | 4  | 7  | 16 | -9 | 4    |

| 범례: 남부 대회 준결선 진출. | 규정: 승리 2점, 무승부 1점, 패배 0점.. |

#### 결과

##### 구단 간 결과
| 원정홈              | SLI | VJU | FFC | PIS |
| SPES 리보르노       |     | 1–1 | 6–1 | 1–1 |
| 비르투스 유벤투스케 | 3–5 |     | 4–2 | 1–0 |
| 피렌체 FBC          | 2–1 | 0–1 |     | 1–4 |
| 피사                | 1–1 | 0–1 | 0–1 |     |

출처: Lega Serie A
색상: 파랑 = 홈팀 승; 노랑 = 무승부; 빨강 = 원정 팀 승.
아직 치러지지 않은 경기 중 a표시는 그에 대한 문서가 있다는 것을 표시함.

##### 일정
| 홈 (1라운드) | 홈 (1라운드) | 대진 1                     | 원정 (4라운드) | 원정 (4라운드) |
|              |              |                            |                |                |
| 12월 29일    | 1-1          | 피사-SPES                  | 1-1            | 1월 3일        |
| 12월 8일     | 4-2          | 비르투스 유벤투스케-피렌체 | 1-0            | 1월 12일       |

| 홈 (2라운드) | 홈 (2라운드) | 대진 2                   | 원정 (5라운드) | 원정 (5라운드) |
|              |              |                          |                |                |
| 12월 15일    | 3-5          | 비르투스 유벤투스케-SPES | 1-1            | 1월 19일       |
| 12월 15일    | 1-4          | 피렌체-피사              | 1-0            | 1월 19일       |

| \| 홈 (3라운드) \| 홈 (3라운드) \| 대진 3 \| 홈 (6라운드) \| 홈 (6라운드) \| \| \| \| \| \| \| \| 12월 22일 \| 0-1 \| 피사-비르투스 유벤투스케 \| 0-1 \| 1월 26일 \| \| 12월 22일 \| 6-1 \| SPES-피렌체 \| 1-2 \| 1월 26일 \| |              |                          |              |              |
| 홈 (3라운드) | 홈 (3라운드) | 대진 3                   | 홈 (6라운드) | 홈 (6라운드) |
| |              |                          |              |              |
| 12월 22일 | 0-1          | 피사-비르투스 유벤투스케 | 0-1          | 1월 26일     |
| 12월 22일 | 6-1          | SPES-피렌체              | 1-2          | 1월 26일     |

### 라치오 조

#### 참가 구단
라치오 주 위원회에서 수도에서 가장 강하다고 평가된 세 구단을 공식적으로 구성했고, 나머지 세 구단은 참가했다.
| 구단          | 도시 | 홈 경기장           | 지난 시즌 |
| ------------- | ---- | ------------------- | --------- |
| 알바 로마     | 로마 | -                   | -         |
| 아우다체 로마 | 로마 | 벨로드로모 살라리오 | -         |
| 유벤투스 로마 | 로마 | 캄포 피아차 다르미  | -         |
| 라치오        | 로마 | 파르코 데이 다이니  | -         |
| SS 프로 로마  | 로마 | 캄포 피라미데       | -         |
| 로만          | 로마 | 캄포 디 두에 피니   | -         |

#### 최종 순위
| 순위 | 팀            | 경기 | 승 | 무 | 패 | 득 | 실 | 차  | 승점 |
| ---- | ------------- | ---- | -- | -- | -- | -- | -- | --- | ---- |
| 1    | 라치오 (A)    | 10   | 8  | 2  | 0  | 55 | 9  | +46 | 18   |
| 2    | 유벤투스 로마 | 10   | 6  | 2  | 2  | 25 | 21 | +4  | 14   |
| 3    | 아우다체 로마 | 10   | 6  | 1  | 3  | 27 | 22 | +5  | 13   |
| 4    | 로만          | 10   | 5  | 1  | 4  | 26 | 15 | +11 | 11   |
| 5    | 프로 로마     | 10   | 2  | 0  | 8  | 9  | 55 | -46 | 4    |
| 4    | 알바 로마 (R) | 10   | 0  | 0  | 10 | 0  | 20 | -20 | 0    |

| 범례: 남부 대회 준결선 진출. 리그 참가 철회 및 강등. | 규정: 승리 2점, 무승부 1점, 패배 0점. 비고: 알바 로마는 리그 참가 철회를 했고, 이미 진행된 모든 경기는 취소되고 2-0 패배로 처리됐다. |

#### 결과

##### 구단 간 결과
| 원정홈        | LAZ | ROM | AUR | ALB | JUR | PRO |
| 라치오        |     | 5–0 | 5–0 | 2–0 | 9–2 | 1–1 |
| 로만          | 2–2 |     | 0–2 | 2–0 | 2–3 | 5–0 |
| 아우다체 로마 | 2–6 | 2–1 |     | 2–0 | 3–3 | 9–1 |
| 알바 로마     | 0–2 | 0–2 | 0–2 |     | 0–2 | 0–2 |
| 유벤투스 로마 | 2–2 | 0–3 | 5–1 | 2–0 |     | 1–0 |
| 프로 로마     | 0–9 | 1–9 | 1–4 | 2–0 | 1–5 |     |

출처: Lega Serie A
색상: 파랑 = 홈팀 승; 노랑 = 무승부; 빨강 = 원정 팀 승.
아직 치러지지 않은 경기 중 a표시는 그에 대한 문서가 있다는 것을 표시함.

##### 일정
| 홈 (1라운드) | 홈 (1라운드) | 대진 1                  | 원정 (6라운드) | 원정 (6라운드) |
|              |              |                         |                |                |
| 11월 3일     | 5-0          | 라치오-아우다체 로마    | 6-2            | 12월 8일       |
| 11월 3일     | 1-0          | 유벤투스 로마-프로 로마 | 5-1            | 12월 8일       |
| 11월 3일     | 2-0          | 로만-알바 로마          | 0-0            | 12월 8일       |

| 홈 (2라운드) | 홈 (2라운드) | 대진 2                  | 원정 (7라운드) | 원정 (7라운드) |
|              |              |                         |                |                |
| 11월 10일    | 13-1         | 라치오-프로 로마        | 9-0            | 12월 15일      |
| 11월 10일    | 0-2          | 로만-아우다체 로마      | 1-2            | 12월 15일      |
| 11월 10일    | 0-2          | 알바 로마-유벤투스 로마 | 0-2            | 12월 15일      |

| 홈 (1라운드) | 홈 (1라운드) | 대진 1                  | 원정 (6라운드) | 원정 (6라운드) |
|              |              |                         |                |                |
| 11월 3일     | 5-0          | 라치오-아우다체 로마    | 6-2            | 12월 8일       |
| 11월 3일     | 1-0          | 유벤투스 로마-프로 로마 | 5-1            | 12월 8일       |
| 11월 3일     | 2-0          | 로만-알바 로마          | 0-0            | 12월 8일       |

| 홈 (2라운드) | 홈 (2라운드) | 대진 2                  | 원정 (7라운드) | 원정 (7라운드) |
|              |              |                         |                |                |
| 11월 10일    | 13-1         | 라치오-프로 로마        | 9-0            | 12월 15일      |
| 11월 10일    | 0-2          | 로만-아우다체 로마      | 1-2            | 12월 15일      |
| 11월 10일    | 0-2          | 알바 로마-유벤투스 로마 | 0-2            | 12월 15일      |

| 홈 (3라운드) | 홈 (3라운드) | 대진 3                  | 원정 (8라운드) | 원정 (8라운드) |
|              |              |                         |                |                |
| 11월 17일    | 9-2          | 라치오-유벤투스 로마    | 2-2            | 12월 22일      |
| 11월 17일    | 5-0          | 로만-프로 로마          | 9-1            | 12월 22일      |
| 11월 17일    | 2-0          | 아우다체 로마-알바 로마 | 2-0            | 12월 22일      |

| 홈 (4라운드) | 홈 (4라운드) | 대진 4                  | 원정 (9라운드) | 원정 (9라운드) |
|              |              |                         |                |                |
| 11월 24일    | 0-3          | 유벤투스 로마-로만      | 3-2            | 1월 12일       |
| 11월 24일    | 1-4          | 프로 로마-아우다체 로마 | 1-9            | 1월 12일       |
| 11월 24일    | 0-2          | 알바 로마-라치오        | 0-2            | 1월 12일       |

| 홈 (3라운드) | 홈 (3라운드) | 대진 3                  | 원정 (8라운드) | 원정 (8라운드) |
|              |              |                         |                |                |
| 11월 17일    | 9-2          | 라치오-유벤투스 로마    | 2-2            | 12월 22일      |
| 11월 17일    | 5-0          | 로만-프로 로마          | 9-1            | 12월 22일      |
| 11월 17일    | 2-0          | 아우다체 로마-알바 로마 | 2-0            | 12월 22일      |

| 홈 (4라운드) | 홈 (4라운드) | 대진 4                  | 원정 (9라운드) | 원정 (9라운드) |
|              |              |                         |                |                |
| 11월 24일    | 0-3          | 유벤투스 로마-로만      | 3-2            | 1월 12일       |
| 11월 24일    | 1-4          | 프로 로마-아우다체 로마 | 1-9            | 1월 12일       |
| 11월 24일    | 0-2          | 알바 로마-라치오        | 0-2            | 1월 12일       |

| \| 홈 (5라운드) \| 홈 (5라운드) \| 대진 5 \| 원정 (10라운드) \| 원정 (10라운드) \| \| \| \| \| \| \| \| 12월 1일 \| 2-2 \| 로만-라치오 \| 0-5 \| 1월 26일 \| \| 12월 1일 \| 5-1 \| 유벤투스 로마-아우다체 로마 \| 3-3 \| 1월 26일 \| \| 12월 1일 \| 2-0 \| [9]프로 로마-알바 로마[9] \| 2-0 \| 1월 26일 \| |              |                             |                 |                 |
| 홈 (5라운드) | 홈 (5라운드) | 대진 5                      | 원정 (10라운드) | 원정 (10라운드) |
| |              |                             |                 |                 |
| 12월 1일 | 2-2          | 로만-라치오                 | 0-5             | 1월 26일        |
| 12월 1일 | 5-1          | 유벤투스 로마-아우다체 로마 | 3-3             | 1월 26일        |
| 12월 1일 | 2-0          | 프로 로마-알바 로마         | 2-0             | 1월 26일        |

| 홈 (5라운드) | 홈 (5라운드) | 대진 5                      | 원정 (10라운드) | 원정 (10라운드) |
|              |              |                             |                 |                 |
| 12월 1일     | 2-2          | 로만-라치오                 | 0-5             | 1월 26일        |
| 12월 1일     | 5-1          | 유벤투스 로마-아우다체 로마 | 3-3             | 1월 26일        |
| 12월 1일     | 2-0          | 프로 로마-알바 로마         | 2-0             | 1월 26일        |

### 캄파니아 조
캄파니아 주 위원회에서 나폴리에서 활동 중인 유이한 두 구단으로 조직했다.
| 구단                    | 도시   | 홈 경기장        | 지난 시즌 |
| ----------------------- | ------ | ---------------- | --------- |
| 인테르나치오날레 나폴리 | 나폴리 | 테르메 디 아냐노 | -         |
| 네이펄즈                | 나폴리 | 테르메 디 아냐노 | -         |

### 결선

#### 중부 이탈리아 준결승전
| 비르투스 유벤투스케 | 1 – 3 | 라치오                         |
| ------------------- | ----- | ------------------------------ |
| 바론첼리            |       | 콘실리오 · 피오란티 I · 폴피니 |

| 라치오                            | 3 – 0 | 비르투스 유벤투스케 |
| --------------------------------- | ----- | ------------------- |
| 콘실리오 6′ · 사라체니 I 60′, 65′ |       |                     |

#### 남부 이탈리아 준결승전
| 네이펄즈                | 2 – 1 | 인테르나치오날레 나폴리 |
| ----------------------- | ----- | ----------------------- |
| 파둘리 III · 토르스텐손 |       | 파울스                  |

| 인테르나치오날레 나폴리 | 2 – 3 | 네이펄즈                          |
| ----------------------- | ----- | --------------------------------- |
| 제니 · 데 로사          |       | (페널티) (페널티) 한센 · 이메리고 |

#### 중남부 결승전
| 네이펄즈 | 1 – 2 | 라치오   |
| -------- | ----- | -------- |
| 트로이세 |       | 콘실리오 |

| 라치오       | 1 – 1 | 네이펄즈      |
| ------------ | ----- | ------------- |
| 코렐리 I 31′ |       | (자책골) 레비 |

##### 결과
- 라치오의 결승전 진출.

## 결승전
| 프로 베르첼리                                                              | 6 – 0 | 라치오 |
| -------------------------------------------------------------------------- | ----- | ------ |
| 베라르도 8′ · 람피니 I 38′ · 밀라노 I 79′ · 코르나 82′, 83′ · 베라르도 90′ |       |        |